# 上月郵便局
上月郵便局（こうづきゆうびんきょく）は、兵庫県佐用郡佐用町にある郵便局。民営化前の分類では無集配特定郵便局であった。

## 概要
住所：〒679-5523 兵庫県佐用郡佐用町上月578-1
かつては集配郵便局であったが、民営化前に集配業務を佐用郵便局に移管し無集配郵便局となった。

## 沿革
- 1927年（昭和2年）4月11日 - 開設。
- 1996年（平成8年）10月7日 - 久崎郵便局から集配業務を移管[1]
- 2007年（平成19年）2月13日 - 佐用郵便局へ集配業務を移管、無集配局となる。郵便番号を679-5599から679-5523に変更
- 2007年（平成19年）10月1日 - 民営化
- 2012年（平成24年）10月1日 - 日本郵便株式会社発足

## 取扱内容
- 郵便、印紙、ゆうパック、内容証明
- 貯金、為替、振替、振込、国際送金、国債
- 生命保険、バイク自賠責保険
- 地方公共団体事務（兵庫県住宅再建共済基金利用申込取次事務）
- ゆうちょ銀行ATM

## 周辺
- 上月駅
- 佐用町役場上月支所